# Oreophryne nana
Oreophryne nana är en groddjursart som beskrevs av Brown och Angel C. Alcala 1967. Oreophryne nana ingår i släktet Oreophryne och familjen Microhylidae. IUCN kategoriserar arten globalt som otillräckligt studerad. Inga underarter finns listade i Catalogue of Life.